# Bogo (Cebu)
Bogo is een stad in de Filipijnse provincie Cebu. Bij de census van 2015 telde de stad ruim 78 duizend inwoners.

## Geschiedenis
Op 15 maart 2007 werd de wet aangenomen die de gemeente Bogo in een stad omvormde. Op 16 juni 2007 werd dit middels een volksraadpleging bekrachtigd. Deze omvorming tot stad werd twee jaar later, door een beslissing van het Filipijns hooggerechtshof op 21 mei 2009, als ongrondwettelijk bestempeld en weer ongedaan gemaakt. Eind 2009 kwam het hooggerechtshof echter weer terug op deze beslissing naar aanleiding van het ingediende bewaarschrift.

## Geografie

### Bestuurlijke indeling
Bogo is onderverdeeld in de volgende 29 barangays:
| - Cogon - Anonang Norte - Anonang Sur - Banban - Binabag - Bungtod - Carbon - Cayang - Dakit - Don Pedro Rodriguez - Gairan - Guadalupe - La Paz - La Purisima Concepcion - Libertad | - Lourdes - Malingin - Marangog - Nailon - Odlot - Pandan (Pandan Heights) - Polambato - Sambag - San Vicente - Santo Niño - Santo Rosario - Siocon - Taytayan - Sudlonon |

## Demografie
Bogo had bij de census van 2015 een inwoneraantal van 78.120 mensen. Dit waren 8.209 mensen (11,7%) meer dan bij de vorige census van 2010. Ten opzichte van de census van 2000 was het aantal inwoners gegroeid met 14.251 mensen (22,3%). De gemiddelde jaarlijkse groei in die periode kwam daarmee uit op 1,33%, hetgeen lager was dan het landelijk jaarlijks gemiddelde over deze periode (1,72%).

De bevolkingsdichtheid van Bogo was ten tijde van de laatste census, met 78.120 inwoners op 103,52 km², 754,6 mensen per km².

## Geboren in Bogo
- Regino Ylanan (1889-1963), sporter en sportbestuurder
- Gabriel Elorde (1935-1985), bokser

Alcantara · Alcoy · Alegria · Aloguinsan · Argao · Asturias · Badian · Balamban · Bantayan · Barili · Bogo · Boljoon · Borbon · Carcar · Carmen · Catmon · Cebu City · Compostela · Consolacion · Cordova · Daanbantayan · Dalaguete · Danao · Dumanjug · Ginatilan · Lapu-Lapu City · Liloan · Madridejos · Malabuyoc · Mandaue · Medellin · Minglanilla · Moalboal · Naga · Oslob · Pilar · Pinamungajan · Poro · Ronda · Samboan · San Fernando · San Francisco · San Remigio · Santa Fe · Santander · Sibonga · Sogod · Tabogon · Tabuelan · Talisay · Toledo · Tuburan · Tudela